# 30-та паралель південної широти
30-та паралель південної широти — лінія широти, що лежить на 30 градусів південніше земної екваторіальної площини. Вона проходить через Атлантичний океан, Африку, Індійський океан, Австралазію, Тихий океан та Південну Америку.
На цій широті під час літнього сонцестояння сонце видно 14 годин 5 хвилин, а під час зимового сонцестояння — 10 годин 13 хвилин. 21 грудня максимальна висота Сонця становить 83,83°, а 21 червня — 36,17°.

## Список географічних об'єктів, що перетинає 30° пд. ш.
Починаючи з Гринвіцького меридіану та рухаючись на схід, 30-та паралель південної широти проходить через:
| Координати                                                   | Країна, територія або море | Примітки |
| ------------------------------------------------------------ | -------------------------- | --- |
| 30°0′ пд. ш. 0°0′ сх. д. / 30.000° пд. ш. 0.000° сх. д.      | Атлантичний океан          | |
| 30°0′ пд. ш. 17°9′ сх. д. / 30.000° пд. ш. 17.150° сх. д.    | ПАР                        | Північнокапська провінція Фрі-Стейт                                                                                |
| 30°0′ пд. ш. 27°14′ сх. д. / 30.000° пд. ш. 27.233° сх. д.   | Лесото                     | |
| 30°0′ пд. ш. 29°1′ сх. д. / 30.000° пд. ш. 29.017° сх. д.    | ПАР                        | Квазулу-Наталь — проходить південніше Дурбана                                                                      |
| 30°0′ пд. ш. 30°57′ сх. д. / 30.000° пд. ш. 30.950° сх. д.   | Індійський океан           | |
| 30°0′ пд. ш. 114°57′ сх. д. / 30.000° пд. ш. 114.950° сх. д. | Австралія                  | Західна Австралія Південна Австралія Новий Південний Уельс                                                         |
| 30°0′ пд. ш. 153°13′ сх. д. / 30.000° пд. ш. 153.217° сх. д. | Тихий океан                | Проходить через острови Кермадек, Нова Зеландія                                                                    |
| 30°0′ пд. ш. 71°24′ зх. д. / 30.000° пд. ш. 71.400° зх. д.   | Чилі                       | Кокімбо — проходить південніше Кокімбо                                                                             |
| 30°0′ пд. ш. 69°55′ зх. д. / 30.000° пд. ш. 69.917° зх. д.   | Аргентина                  | Сан-Хуан Ла-Ріоха Катамарка — проходить через Салінас-Грандес[es] Кордова Сантьяго-дель-Естеро Санта-Фе Коррієнтес |
| 30°0′ пд. ш. 57°20′ зх. д. / 30.000° пд. ш. 57.333° зх. д.   | Бразилія                   | Ріу-Гранді-ду-Сул — проходить через Порту-Алегрі                                                                   |
| 30°0′ пд. ш. 50°7′ зх. д. / 30.000° пд. ш. 50.117° зх. д.    | Атлантичний океан          | |